# Friedenskirche (Rheydt)
Die ehemalige evangelische Friedenskirche Rheydt im Mönchengladbacher Stadtteil Rheydt gehört zu den ersten umgenutzten Kirchen in Deutschland. Die Kirche wurde entwidmet und zu Wohnraum mit 18 Wohneinheiten umgebaut.

## Geschichte

### Entstehung
Aufgrund der schnellen industriellen Entwicklung in der zweiten Hälfte des 19. Jahrhunderts machte sich ein deutlicher Mangel an Kirchenraum bemerkbar. Daher besprach man im Rat verschiedene Lösungen: Erweiterung oder Neubau der vorhandenen Hauptkirche in Rheydt oder Neubau einer weiteren Kirche. Die Entscheidung auf einen Neubau wurde zügig getroffen. Der Neubau sollte auf dem weitestgehend unbebauten Gelände an der Landstraße zwischen Rheydt und Geneicken entstehen.
Im Jahre 1861 wurde in der Stadt Rheydt der Beschluss gefasst, eine zweite evangelische Kirche zu bauen, da sich die Erweiterung oder gar ein Neubau der 900 Meter entfernten imposanten evangelischen Hauptkirche am Rheydter Marktplatz zu kostenintensiv erwies. Somit fand im August 1864 die Grundsteinlegung nach Plänen des damals bereits verstorbenen Baumeisters Maximilian Nohl (1830–1863) von Ewald Landmann aus Köln statt. Nohl erstellte kurz zuvor bereits Pläne für eine Kirche in Oberhausen. Nohl plante die Kirche als Emporenhalle mit abgesetztem, polygonalem Chor und direkt angesetztem, erhabenen Turmbau. Die Mischung der mittelalterlichen Stilelemente mir denen der Renaissance war typisch für dieses Bauprojekt in der Nachfolge des berühmten Architekten Karl Friedrich Schinkel aus Preußen.
Aufgrund der Stadtplanung wurde die Fassade auf die alte Landstraße ausgerichtet, so dass ihr Chor nicht nach Osten weist, sondern nach Norden ausgerichtet ist. So wurde die Friedenskirche für spätere städtebauliche Planungen zu einem wesentlichen Bezugspunkt. Rechts neben der Friedenskirche, etwa auf der Höhe des heutigen Kreisverkehrs, befand sich das zur Kirche gehörende großzügig erbaute evangelische Pfarrhaus. Das gesamte Areal wurde zeitweise mit einer Abgrenzungsmauer eingefriedet.

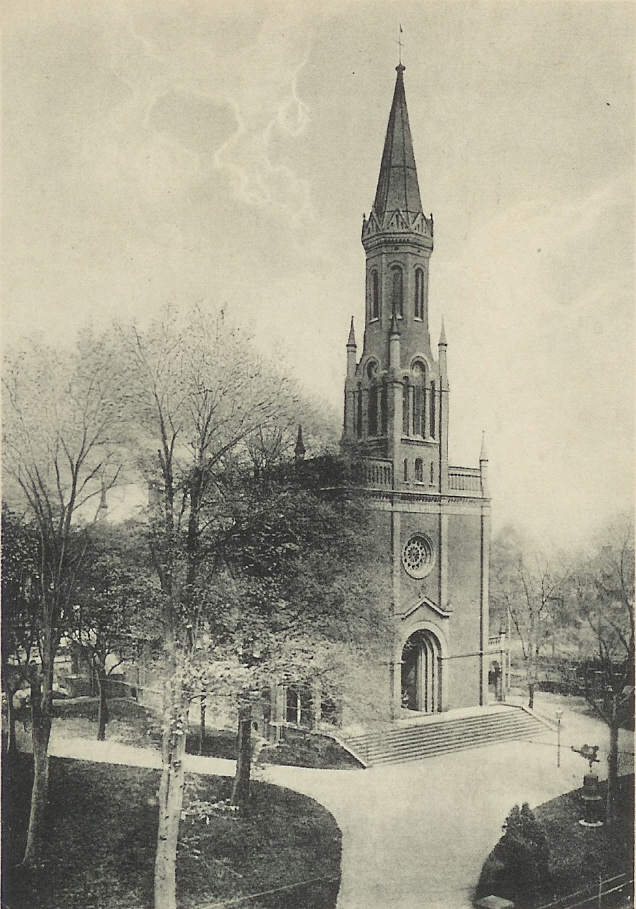
Friedenskirche um 1900
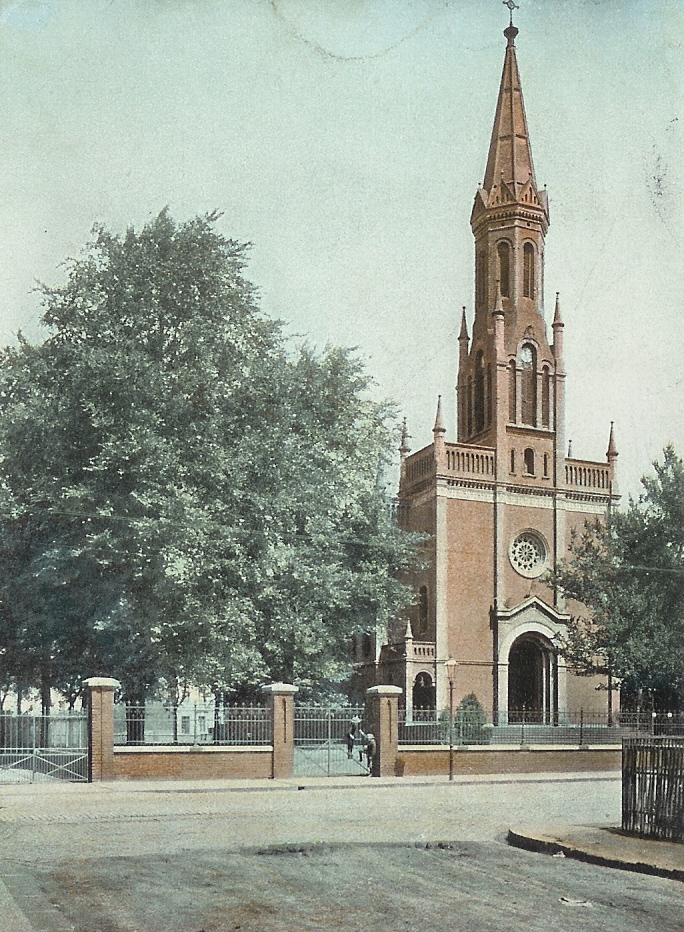
Friedenskirche um 1906
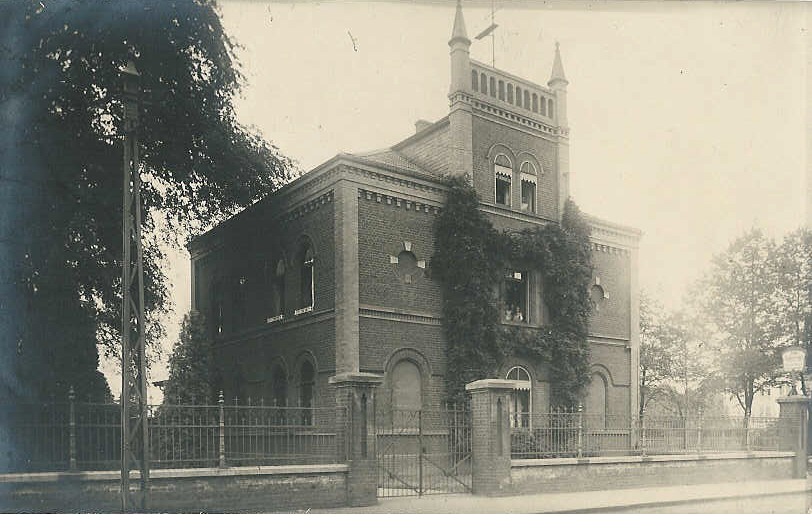
Pfarrhaus 1911
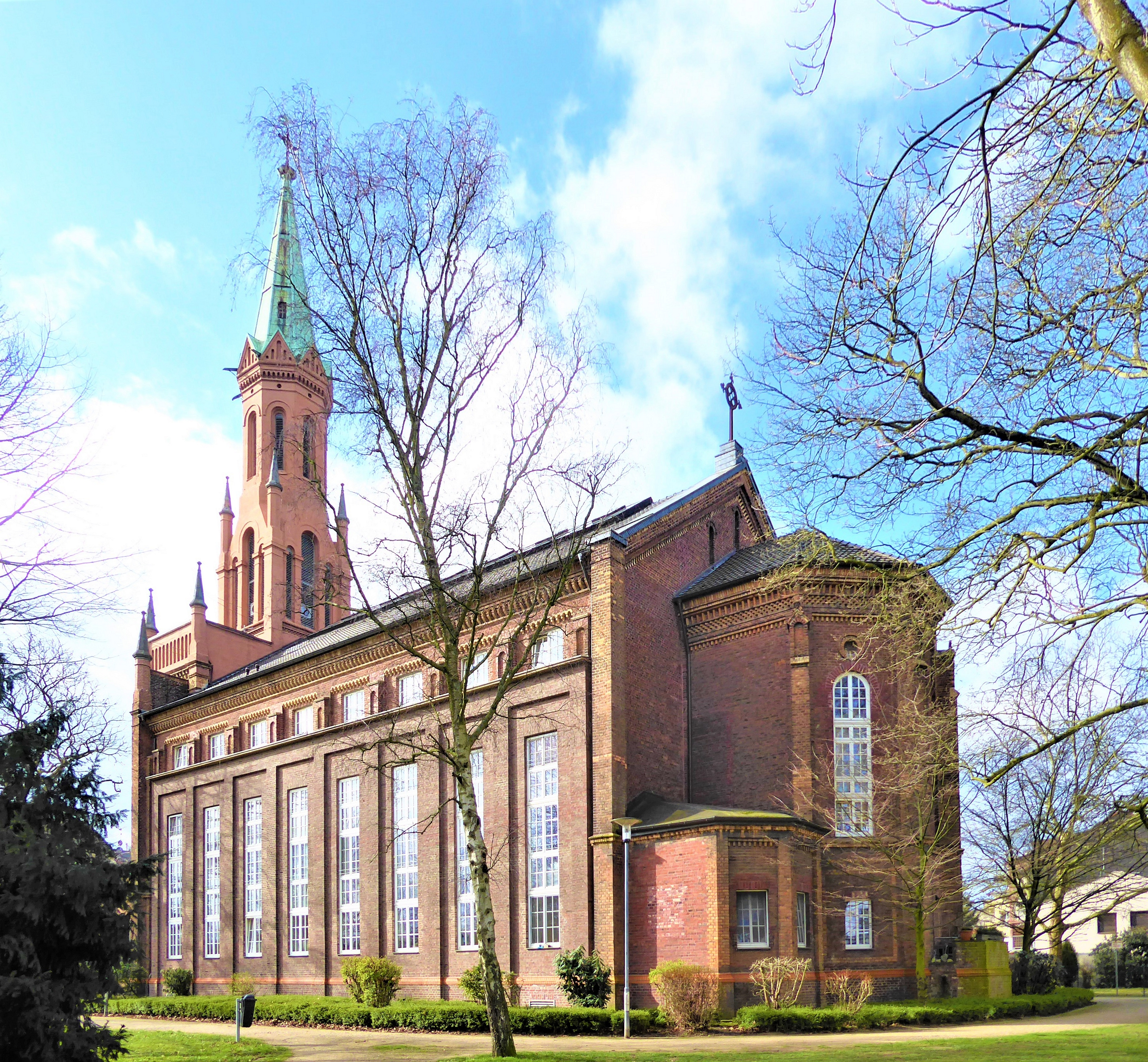
Ansicht März 2020

Am 6. November 1866 wurde die Kirche auf den Namen Friedenskirche geweiht und am 5. Dezember 1866 ihrer Bestimmung übergeben. Der Name „Friedenskirche“ beruhte auf dem kurz zuvor beendeten deutsch-österreichischen Krieg.
Die ehemalige Friedenskirche war von Beginn an und ist auch heute noch ein prägender Bestandteil des Stadtbildes von Rheydt|. Ihr weiter Kirchplatz dominiert auch mit ihrem hoch aufragenden und mächtigen Turmbau am östlichen Ende der Hauptstraße von Rheydt. Die Stadt Mönchengladbach weist die Friedenskirche als eine Sehenswürdigkeit der Stadtgeschichte aus.

### Zerstörung und Wiederaufbau
Der Zweite Weltkrieg bescherte der Friedenskirche erhebliche Schäden. Außer Turmbau und Außenfassaden wurde das Gebäude im Jahre 1943 (31. August 1943) zerstört. Es entstanden Diskussionen, ob die Kirche überhaupt wieder aufgebaut werden sollte und ob sie dann als Schule oder als Seminarort für Lehrer nutzbar sein sollte.
Für einen Wiederaufbau mit erstmals integrierten Gemeinderäumen entschied man sich erst im Jahr 1952. Im Rahmen des Wiederaufbaus wurde das Langhaus erheblich verändert, insbesondere durch die Einbindung von zwei Büroetagen anstelle der westlichen Empore und durch die veränderten Langhausfenster. Im Innenraum verzichtete man auf Emporen und errichtete diesen Bereich in einem zeitgemäßen Baustil. Der Wiederaufbau war 1954 abgeschlossen.

### Umnutzungsplanungen
Nicht nur massive Gebäudeschäden machten sich in der Mitte der 1990er-Jahre bemerkbar, sondern auch eine deutliche Reduzierung der Anzahl der Gottesdienstbesucher sowie bei den Kirchen immer knapper werdende Finanzmittel. Da zudem die in der Nähe gelegene Hauptkirche durch den Zweiten Weltkrieg weniger beschädigt wurde und die finanziellen Mittel für die dringend notwendige Sanierung sowie für den langfristigen Unterhalt fehlten, entschied sich der Kirchenvorstand für eine neue Nutzung der Kirche. Nach vielen Gesprächen mit sozialen Einrichtungen verkaufte die Kirchengemeinde schließlich die Liegenschaft für einen symbolischen Betrag (1 DM) im Jahre 1998 an die örtliche „Gemeinnützige Kreisbau AG“ (später „Kreisbau“).
Gemäß den Planungen des Architekten Wolfgang Wefers wurden bis 2001 18 Sozialwohnungen im Inneren des Kirchenschiffes eingebaut. Das Umnutzungsprojekt wurde durch Zuschüsse des Landes Nordrhein-Westfalen (3,6 Mio. DM) sowie der Stadt Mönchengladbach (180.000 DM) realisiert. Die neue Eigentümerin Gemeinnützige Kreisbau AG investierte 5 Mio. DM in Sanierung und Umbau. Die Protestanten, die die Friedenskirche zuvor nutzten, wichen zu einem Großteil ins Franz-Balke-Gemeindehaus aus. Die Orgel steht heute in Polen. Die Glocken befinden sich in Russland in der Kathedrale St. Peter und Paul (Moskau).

## Architektur der Umnutzung als Wohngebäude
Die Umnutzung der Kirche als Mehrfamilienhaus wurde Vorzeigeobjekt für universitäre Fachschaften der Architektur und wurde regelmäßig von Studierenden und Professoren der Architektur besucht. Bewohner des Hauses sowie Räumlichkeiten wurden von diversen Fernsehsendern und im Rahmen von Interviews wegen der ungewöhnlichen Wohnatmosphäre aufgesucht.
Das Gebäude betritt man nach wie vor über das Hauptportal der Turmfassade. Nach Betreten des Kirchenschiffes im Erdgeschoss erstreckt sich über die gesamte Länge des Langhauses ein langer, bis ins Dach offener Luftraum, eine offene Galerie. Der Blick auf die stählerne Dachkonstruktion aus den 1950er Jahren ist für jeden Besucher frei ersichtlich. Durch eingelassene Glaselemente im Dachfirst ist der zentrale Flurbereich natürlich beleuchtet. Die Wohneingänge der drei Obergeschosse werden durch eine rundum umlaufende Galerie erschlossen. Die Etagen erreicht man durch eine neue, im Westteil und somit im Turmbereich der Kirche eingelassenen großzügig angelegten Betontreppe. Die Wohnungen nehmen teilweise 2 bis 3 Etagen ein und sind von unterschiedlicher Größe. Für die Belichtung der Wohnungen musste die Fassade nur geringfügig verändert werden. In der obersten Etage wurden nahezu alle Fensteröffnungen in einer Reihe neu geschaffen. Der Kirchturm enthält mehrere Zimmer, die von den jeweiligen Wohnungen zugänglich sind. Die ehemalige Friedenskirche ist voll unterkellert und besitzt nun eine Feuermeldeanlage sowie Taubenabwehranlagen und Blitzableitersysteme.

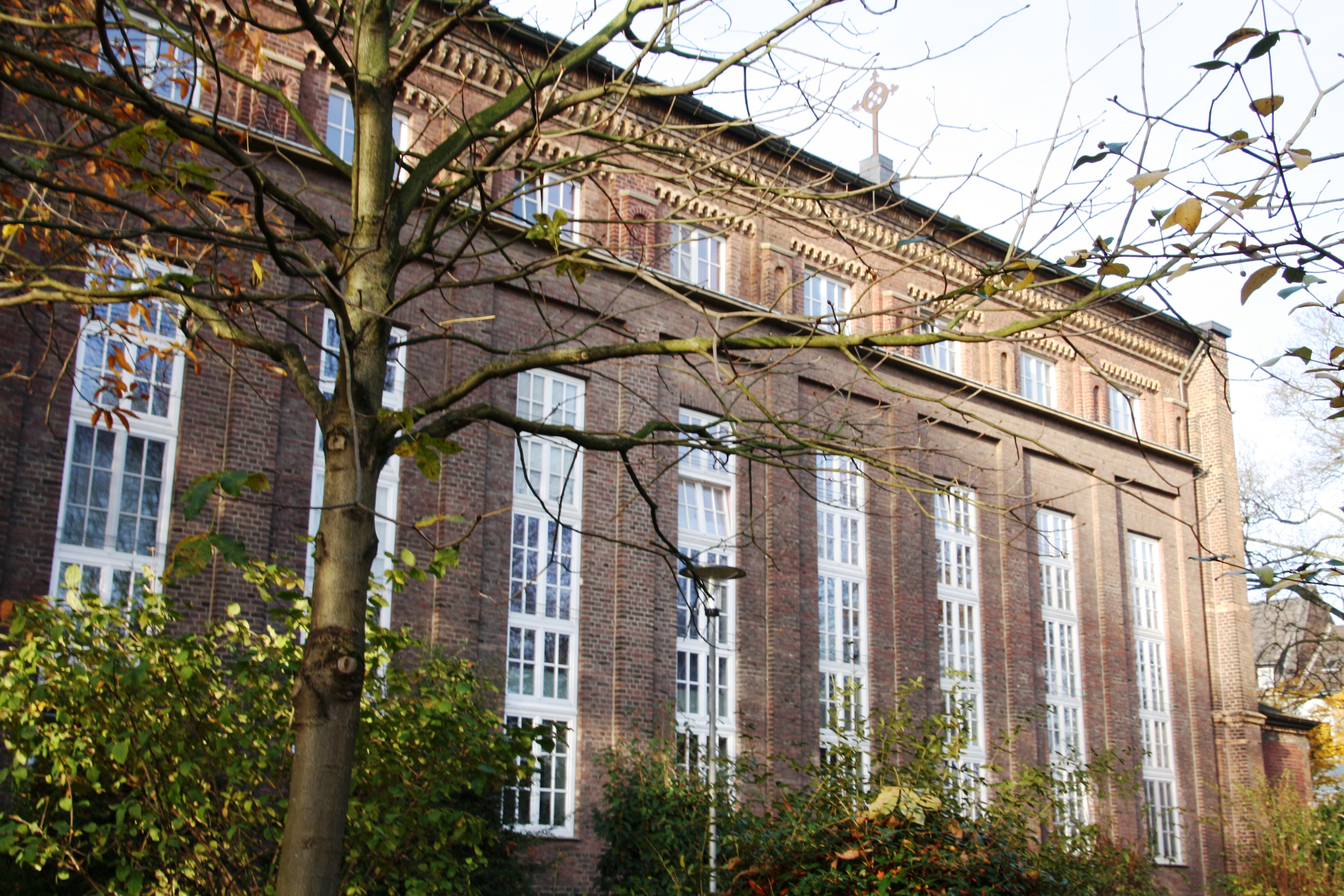
Langhaus
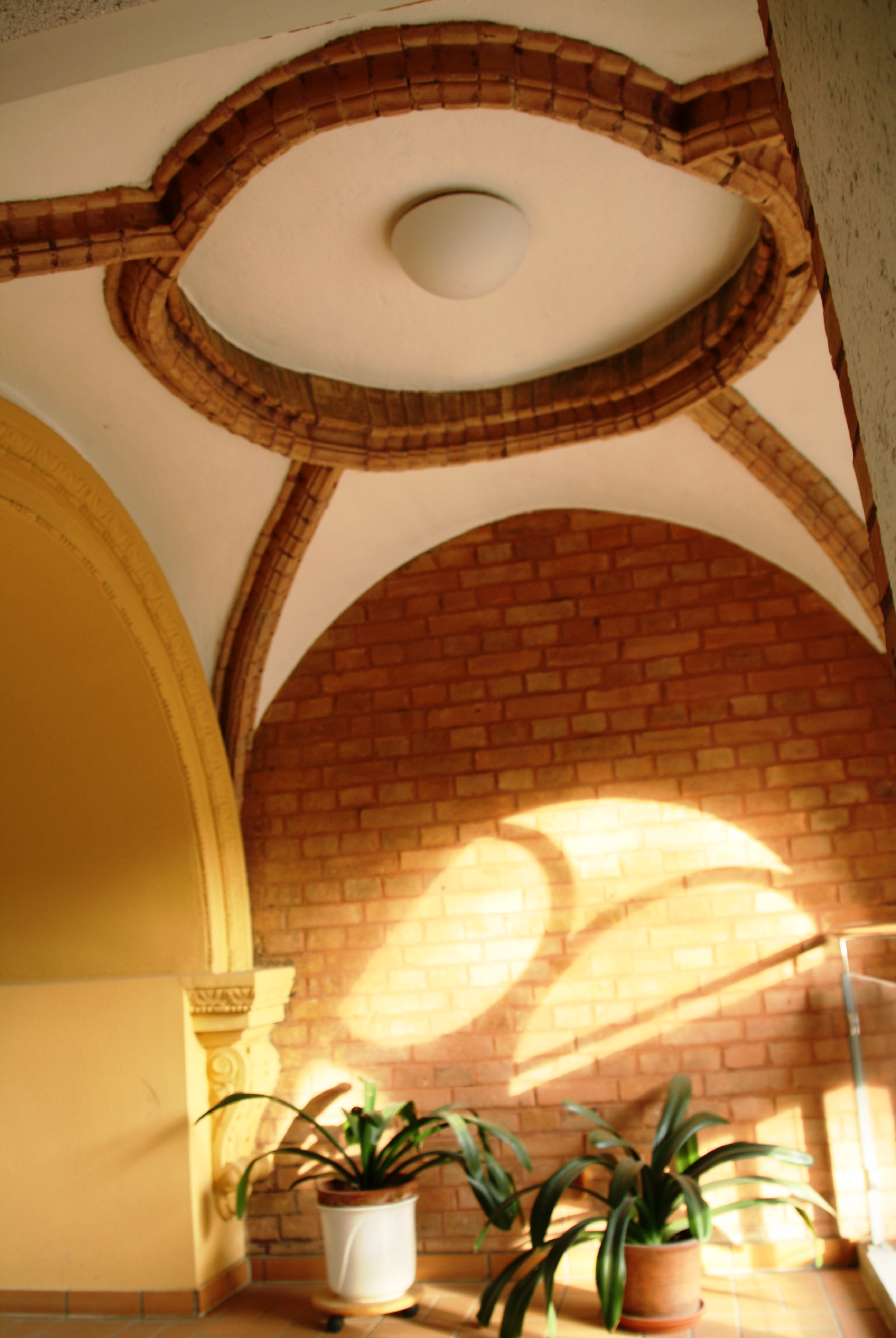
Treppenhaus über dem Portal
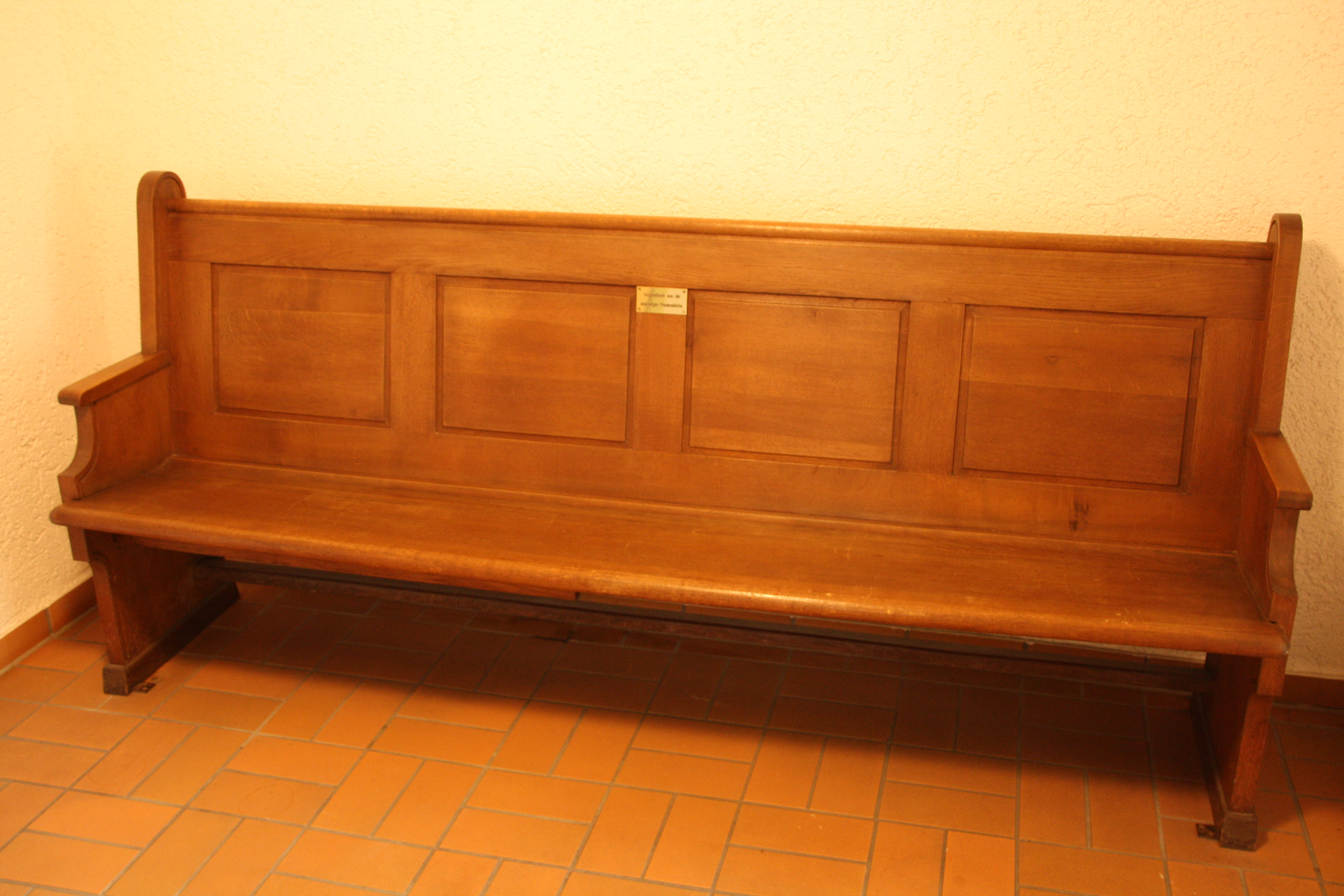
Kirchenbank
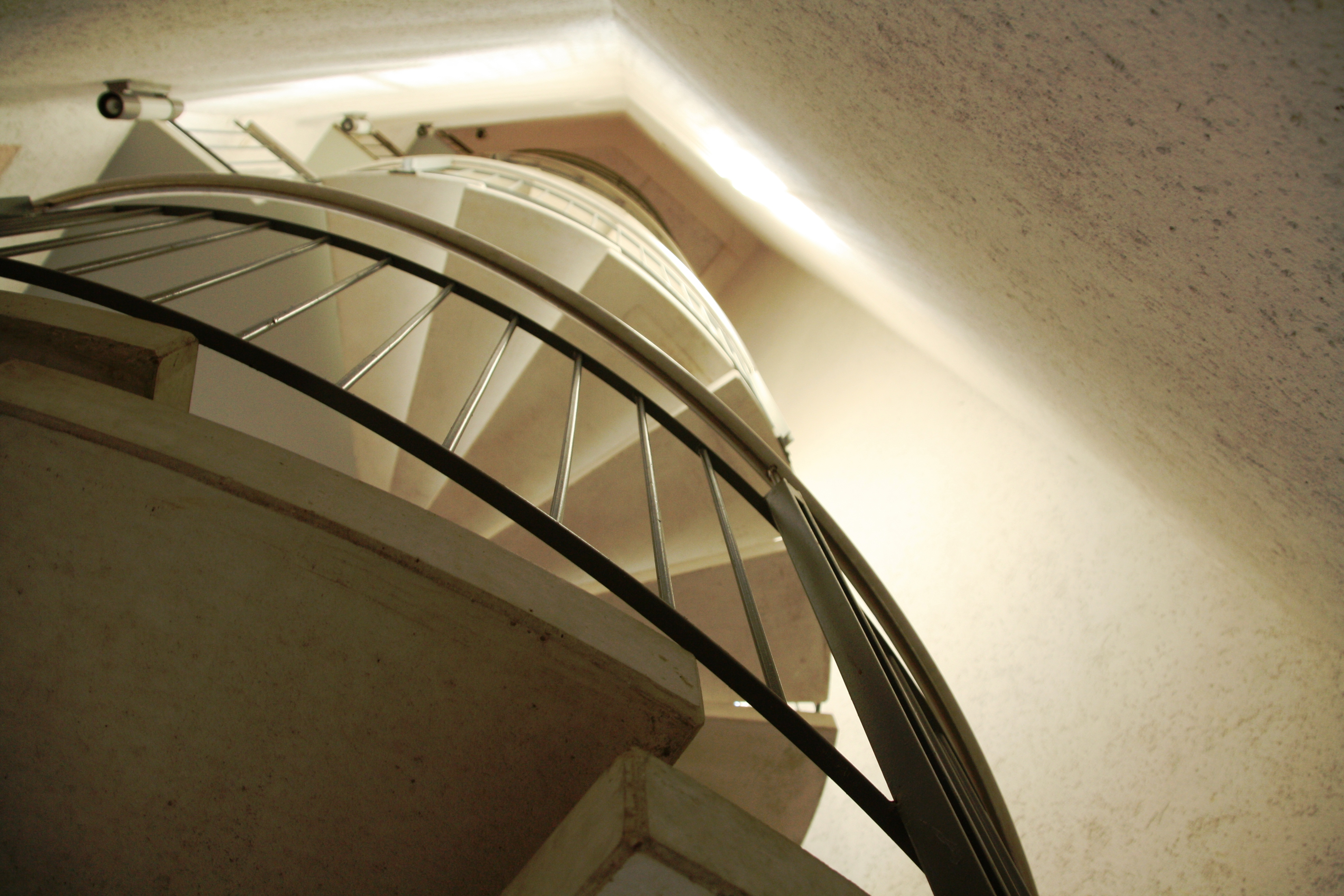
Kirchturm als Treppenhaus
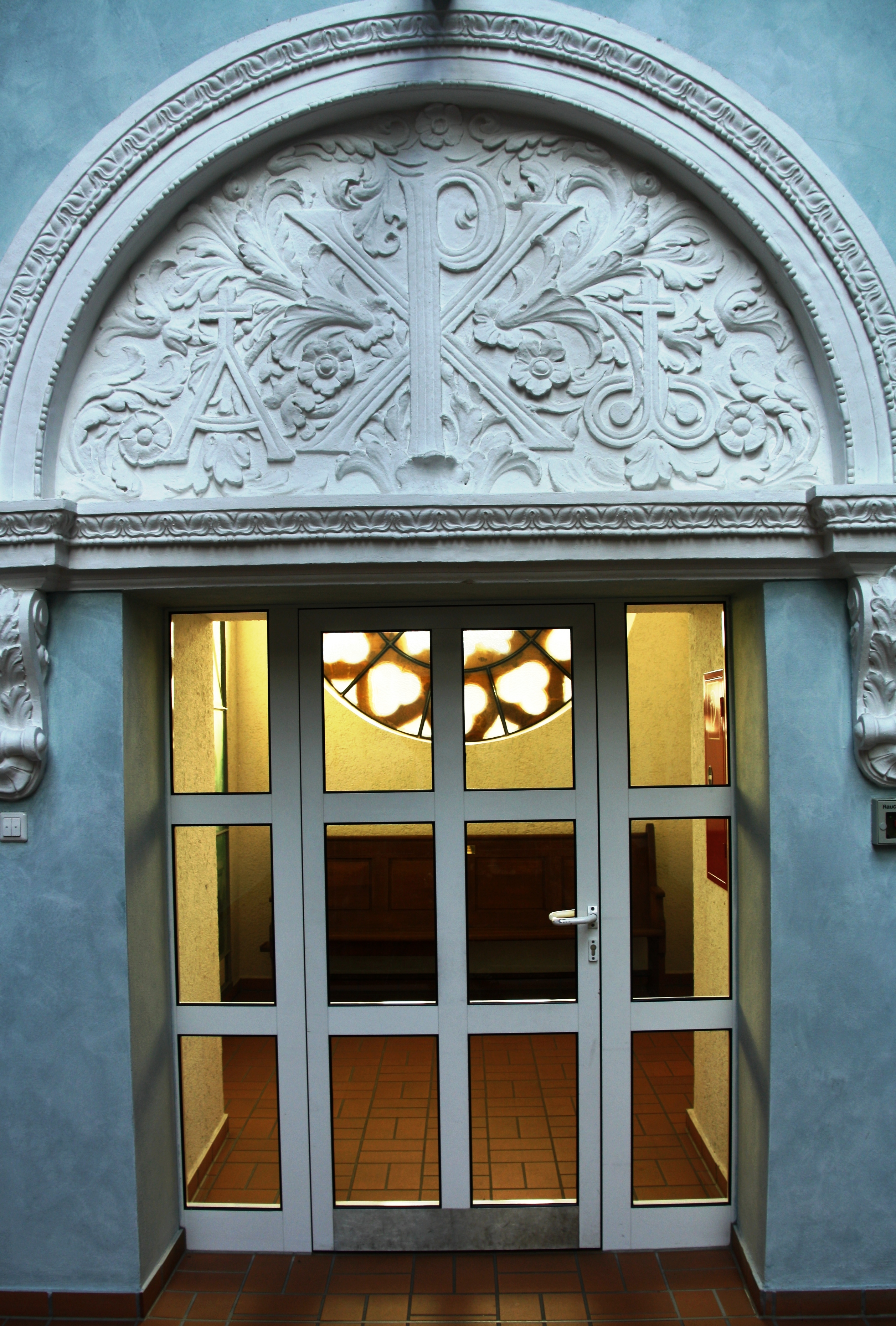
Zugang zur Galerie
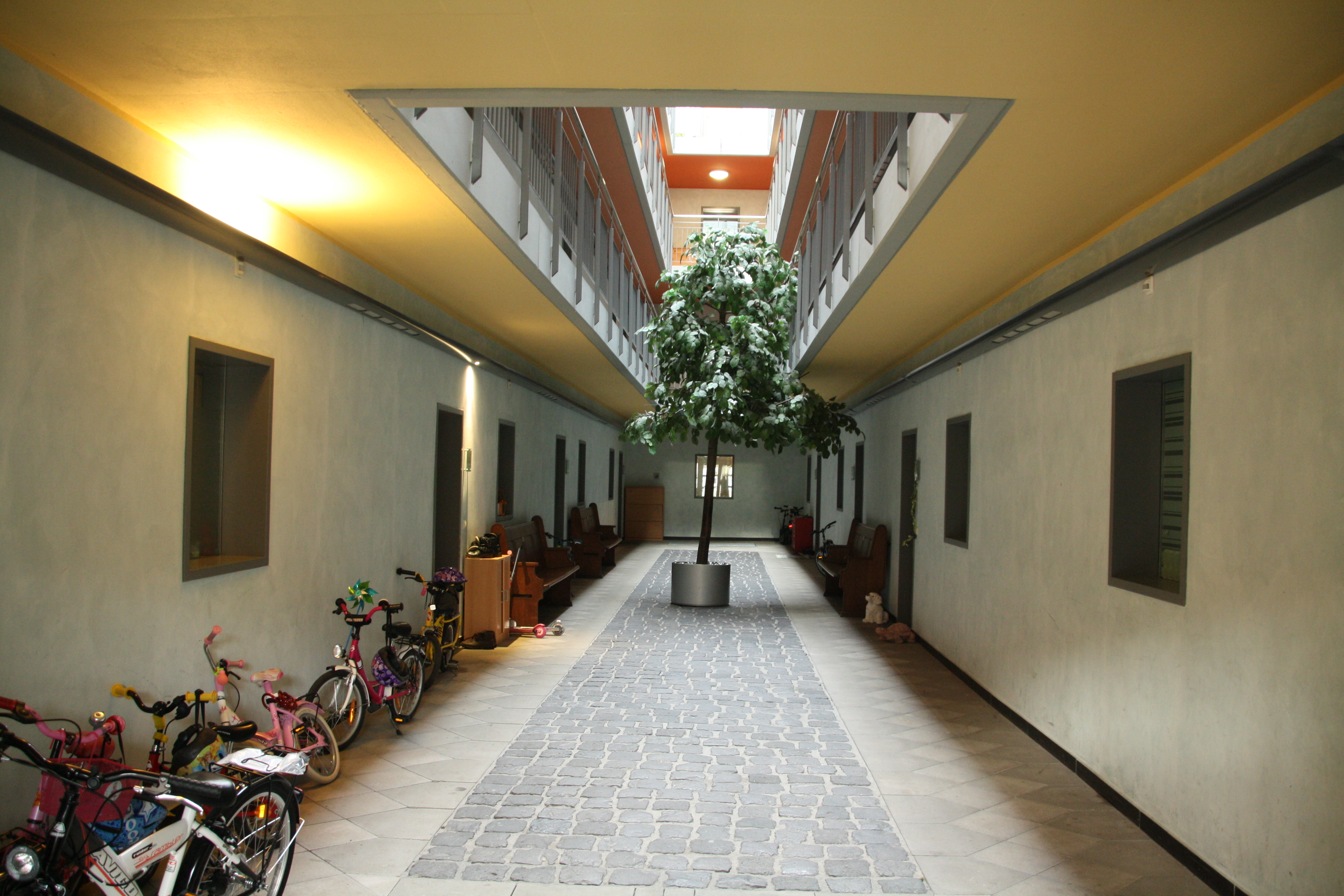
Kirchenschiff
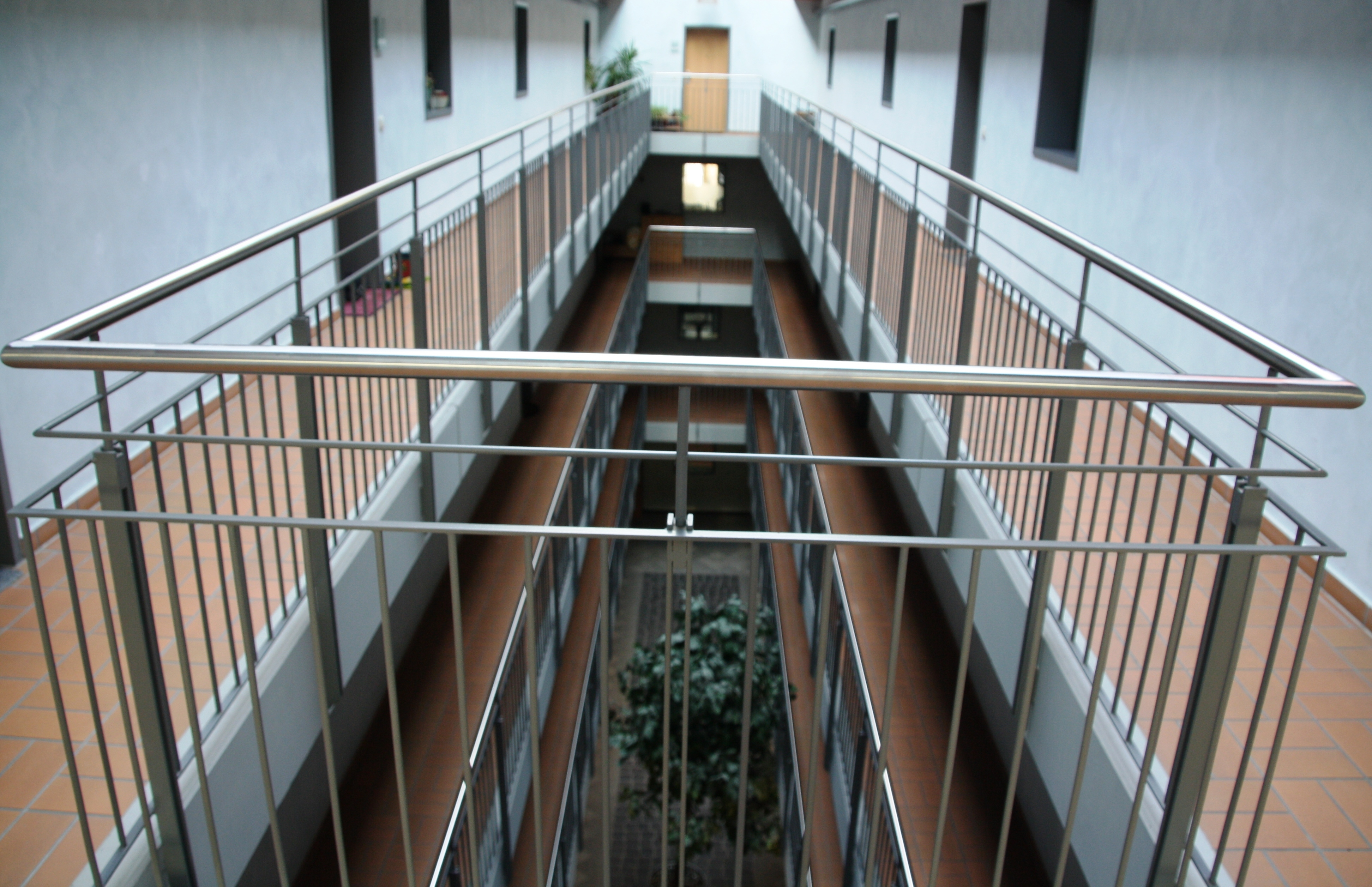
Galerie
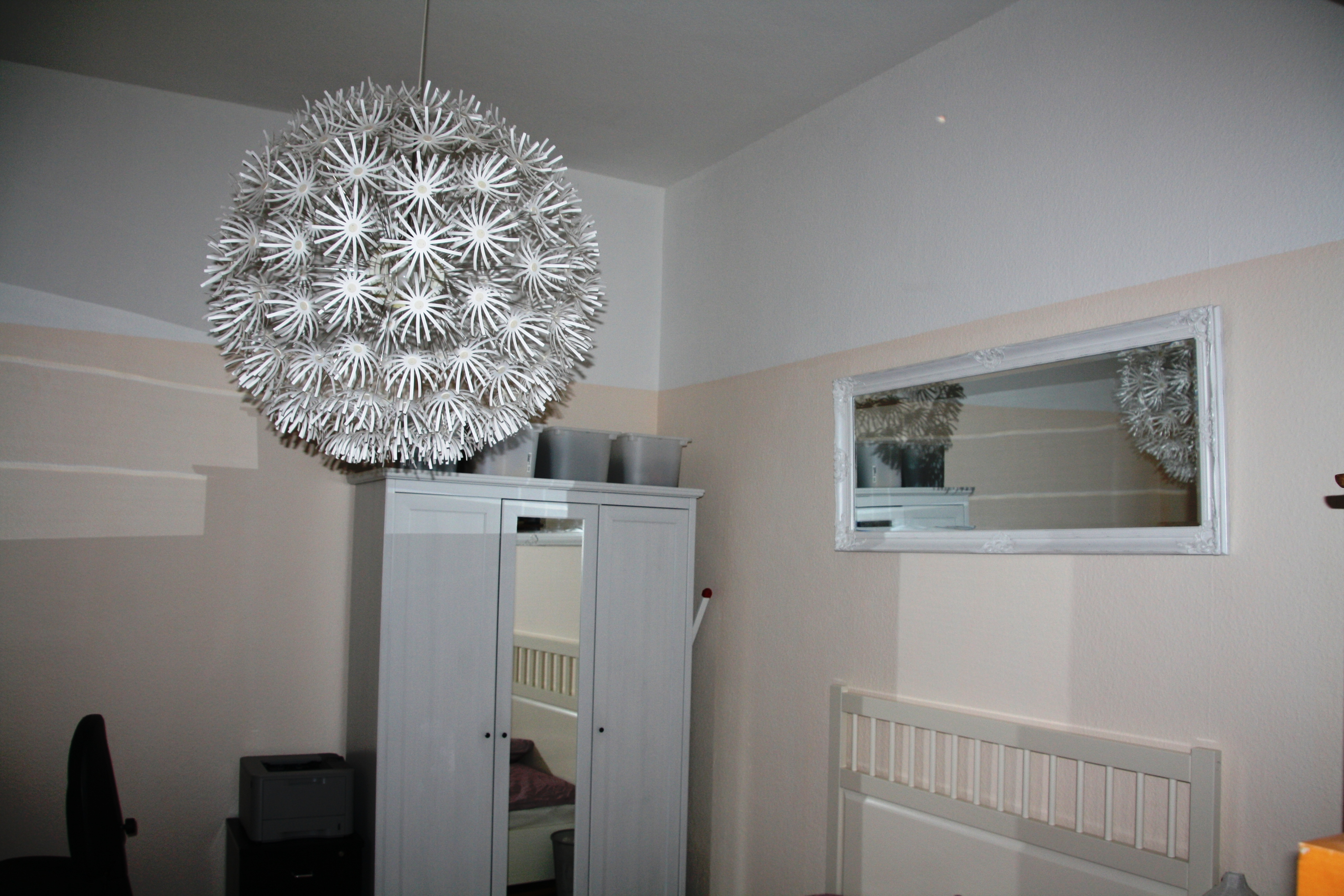
Wohnbeispiel Kirchturm
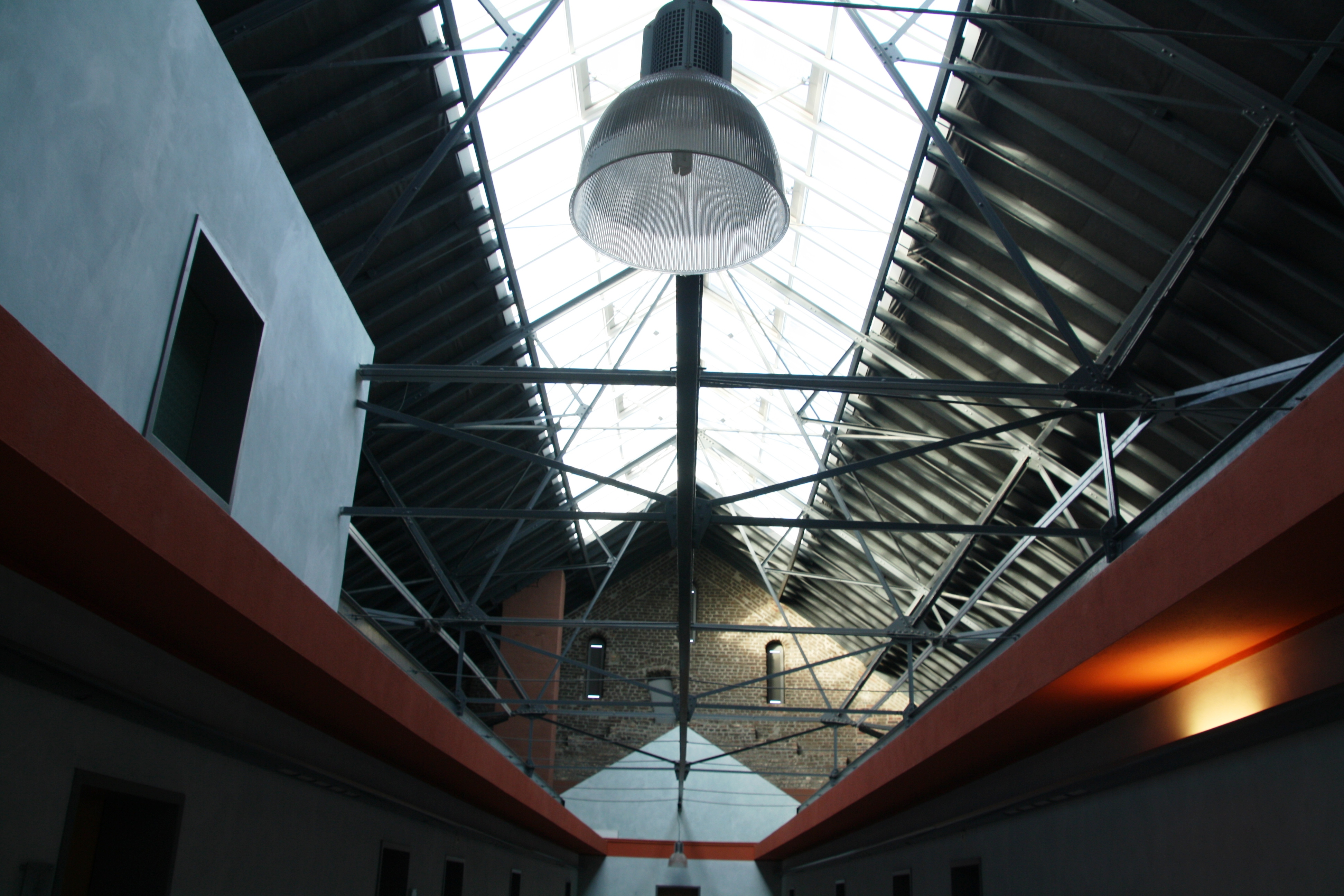
Kirchendach

## Denkmalbeschreibung
Das Friedenskirche ist eine dreischiffige Hallenkirche in Backsteinbauweise mit vereinzelten Gliederungs- und Dekorelementen in Werkstein. Erbaut in einer Kombination von romanischen, gotischen, renaissance- und klassizistischen Stilelementen. Horizontale Gliederung des Gebäudes durch umlaufendes Gurt- und Kranzgesims; die senkrechte Gliederung übernehmen Lisenen, Wandvorlagen und kräftige Eckverstärkungen. Mäßig steil geneigtes Satteldach als Abschluss. 
Als Schauseite ausgebildet ist die glatt verputzte Turmfront. Vor das Schiff, dessen Querschnitt nur knapp seitlich herausragt, stellte der Baumeister einen klar abgegrenzten, dreigeteilten Baukörper, dessen Mitte ein viergeschossiger Turm mit oktogonalem Spitzhelm einnimmt. 
In seinen beiden unteren Geschossen wird er durch lisenenartige Wandvorlagen von den flankierenden Seitenflächen abgegrenzt. Je eine rundbogige Blendgalerie, deren Ecken durch Fialen betont sind, bekrönen die Seitenteile. Mittig führt ein rundbogiges, giebelüberdachtes Stufenportal in die Kirche. Darüber öffnet ein profiliertes und mit gotischem Maßwerk ornamentiertes Rundfenster die Wandfläche. Das dritte quadratische Turmgeschoss steigt frei auf; jede seiner vier Seiten zeigt eine dreigeteilte, mit einer Pseudoarchivolte überkrönte Rundbogenöffnung in einer freien Übersetzung des Palladionmotivs. Analog auch hier eine Betonung der Ecken durch Fialen, die durch Eckverstärkungen vorbereitet werden und die Schrägen überspielen, die zum oktogonal ausgebildeten, vierten Obergeschoss überleiten. Dieses hat an jeder Seite ein rundbogiges Schallloch und ist mit einem kompakten Zahnschnittgesims über einem Bogenfries abgeschlossen. Darüber wird das Mauerwerk fortgeführt in Form bogenfries-geschmückter Dreiecksgiebel; in die jeweiligen Zwischenräume münden die Grate des spitzen Helmes. 
Der vorgesetzte, dreiteilige Mittelkörper wird von zwei Mauerfeldern des Längsschiffes flankiert, bei denen sich die Bekrönung durch eine Blendgalerie und die Eckbetonung durch Fialtürmchen wiederholt. Die Ecken zwischen dem Mittelkörper und den Flankenmauern wird ausgefüllt mit einer loggiaähnlichen Eingangshalle zu den Seitenportalen. Auch die Längsseiten des Schiffes sind durch Lisenen gegliedert. Acht Hochrechteckfenster, jeweils in Zweier-Anordnung rhythmisiert, belichten das Kircheninnere. Darunter jeweils vier kleinere deuten auf ursprünglich vorhandene Emporen hin. An der dem Eingang gegenüberliegenden Nordseite befindet sich der Chor in Dreiachtelabschluss; heute vom Kirchenraum getrennt und nur noch von außen wahrnehmbar. In die Unterschutzstellung einbezogen ist die gesamte umgebende Platzanlage.
Die Unterschutzstellung liegt aus kunsthistorischen, städtebaulichen, orts- und sozialhistorischen Gründen im öffentlichen Interesse.
Das Gebäude wurde unter Nr. H 059 am 17. September 1996 in die Denkmalliste der Stadt Mönchengladbach eingetragen.

## Glockengeschichte
Insgesamt dreimal wurden die Glocken in der Ev. Friedenskirche abgenommen. Erstmals geschah dies im Jahre 1917 zur Verwendung in der Rüstungsindustrie. Mitte 1942 wurde abermals mit den Glocken die Rüstungsindustrie beliefert. Am 5. März 1999 wurden letztmals die Glocken entfernt. Zur späteren Wiederverwendung wurden die Glocken in die evangelische Kathedrale St. Peter und Paul in Moskau überführt.
Nun befinden sich Mobilfunkantennen sowie Satellitenanlagen in der Turmspitze. Auf dem Turm thront über dem Kreuz ein Posaunenengel.